# NGC 1707
NGC 1707又稱IC 2107，是指猎户座中4顆挨得很近的4顆恆星。天文学家約翰·赫歇爾於1828年1月8日观测到NGC 1707。1899年12月25日，纪尧姆·比古尔丹又再次觀測到這些恆星，並將其命名為IC 2107。